# Agulla arizonica
Agulla arizonica là một loài côn trùng trong họ Raphidiidae thuộc bộ Raphidioptera. Loài này được Banks miêu tả năm 1911.